# Andrés Molera
Andrés Molera y Duran (Tona, Osona, 1813-Llivia, Baja Cerdaña, 31 de julio de 1883) fue un político y militar catalán con el grado de general de brigada.

## Biografía
Andreu Molera, llamado “Andreuet de Tona”, fue gobernador militar de Puigcerdá durante el asedio carlista de 1874, durante la tercera guerra carlista.
Después de la Revolución de 1868, fue nombrado diputado constituyente y posteriormente teniente coronel y comandando militar del distrito de Vich. Al empezar la tercera guerra carlista y ya con el grado de coronel, defendió, como gobernador militar de Puigcerdá, la villa durante el asedio que sufrió en 1874. Ascendido a brigadier por su defensa de Puigcerdá, se retiró del servicio activo y pasó los veranos en Puigcerdá y en Llivia. 
El 1883 murió en Llivia de una pulmonía y fue enterrado en Puigcerdá, donde su lápida rezaba: 

«Aquí yacen los restos mortales del que fue Exmo. Sr. Brigadier D. Andrés Molera. En vida defendió esta heróica villa y á su muerte vino á descansar entre aquellos que tanto amó. Nació en el año 1813. Murió el 31 julio 1883.»

Fue padre de Eusebio Molera y Bros, ingeniero, urbanista y arquitecto español de gran éxito en el San Francisco (EE. UU.) de finales del siglo XIX e inicios del siglo XX.